# 1.C
1.C er en dokumentar-serie i otte afsnit vist på TV 2 i efteråret 2012, serien følger seks unge fra 1.C på Rungsted Gymnasium 2011/2012 både i skolen og privat.
Serien er produseret af produktionsselskabet Sand TV.
Lærer Randi Sabroe har en stor rolle i reportageserien. Hun er klassens teamlærer, engelsklærer og studievejleder.
Det er det planen, at klassen skal følges gennem hele deres gymnasietid.